# Evdilos
Evdilos (Grieks: Εύδηλος) is een deelgemeente (dimotiki enotita) van de fusiegemeente (dimos) Ikaria, in de Griekse bestuurlijke regio (periferia) Noord-Egeïsche Eilanden.
De plaats telt 2831 inwoners (2001), met inbegrip van de dorpjes rondom. Evdilos is de tweede grootste plaats van Ikaria.